# Pachyrukhos
Pachyrukhos is een geslacht van uitgestorven zoogdieren die voorkwamen van het Laat-Oligoceen tot het Midden-Mioceen (ongeveer 20 - 15 miljoen jaar geleden) en zijn fossiele overblijfselen zijn gevonden in Zuid-Amerika.

## Beschrijving
Dit dier leek qua uiterlijk en grootte sterk op dat van een haas of konijn, en het was niet waarschijnlijk dat het meer dan twee kilogram zou wegen.
In het bijzonder leek de schedel extreem op die van de huidige lagomorfen vanwege de convexiteit van het dorsale profiel, de langwerpige snuit met een groot diasteem (ruimte tussen de voorste en achterste tanden), grote prominente banen en de jukbeenboog. De gelijkenis met de schedel van hedendaagse konijnen werd geaccentueerd door de foramina die langs het oppervlak van de bovenkaakbeenderen opengingen. De enorme banen waren aan de achterkant open en er was slechts een zwak postorbitaal proces. Het mastoïde proces was extreem ontwikkeld, zelfs meer dan in vergelijkbare geslachten zoals Hegetotherium of Propachyrucos; het uiterlijk van het achterste deel van de schedel deed denken aan dat van sommige knaagdieren zoals chinchilla's of gundi. De uitwendige gehoorgang was lang en buisvormig en geopend ter hoogte van het onderkaakgewricht. Het paltsgebied leek op dat van Hegetotherium; het voorste gebied van de jukbeenboog vormde een plat oppervlak dat opmerkelijk veel lijkt op dat van sciuromorfe knaagdieren. Het gebit was vergelijkbaar met dat van Hegetotherium, vooral wat betreft het eerste paar extreem ontwikkelde snijtanden. De tweede snijtanden waren niet aanwezig, waardoor een lange diasteem zichtbaar was. De tanden in het gebied van de wangen groeiden voortdurend en de bovenste waren uitgerust met tandcement.
De beenbotten waren slank en langwerpig; het scheenbeen was langer dan het dijbeen en was verdicht met het kuitbeen, vergelijkbaar met wat bij knaagdieren gebeurt. De voet was erg lang, smal en met de tenen heel dicht bij elkaar. De terminale vingerkootjes waren distaal verwijd om kleine hoeven te vormen. De voortbeweging ging hoofdzakelijk sprongsgewijs. Het gehoor en het zicht waren goed ontwikkeld, gezien de grote ogen en oren, waaruit ook blijkt dat het een nachtdier was.

## Leefwijze
Zijn voeding bestond uit noten en taai plantenmateriaal. Het is waarschijnlijk dat dit dier kon springen zoals de konijnen en hazen van vandaag, gezien de eigenaardige morfologie van het skelet.

## Classificatie
Het geslacht Pachyrukhos werd voor het eerst beschreven door Florentino Ameghino in 1885 op basis van fossiele overblijfselen, gevonden in de bodem van het Midden-Mioceen in Argentinië. De typesoort (en ook de bekendste) is Pachyrukhos moyani. Talloze andere soorten zijn door Ameghino zelf aan dit geslacht toegeschreven, zoals P. absis, P. elongatus, P. naevius, P. politus, P. teres en P. trivius, maar het is waarschijnlijk dat veel van deze in alle opzichten synoniem zijn met de typesoort. Recente beoordelingen geven aan dat de enige geldige soort de typesoort P. moyani de oudere P. politus uit het lagere Mioceen zou kunnen zijn (Seoane en Cerdeno, 2019).
Pachyrukhos is een vertegenwoordiger van de hegetotheriïden, een groep bekende hoefdieren die zich, net als alle hoefdieren van het Zuid-Amerikaanse Cenozoïcum, geïsoleerd ontwikkelden. Onder de hegetotheriiden is Pachyrukhos degene die vooral een slanke en behendige lichaamsvorm heeft ontwikkeld en is het gelijknamige geslacht van de onderfamilie Pachyrukhinae.

## Vondsten
Resten van dit dier werden gevonden in Argentinië, waaronder in de Sarmiento-formatie.